# Vidix
Vidix, pleme američkih Indijanaca, jezično i etnički neklasificirani, koji su prema jednom španjolskom misionarskom izvještaju iz 1691., živjeli u susjedstvu Hasinai Indijanaca u istočnom Teksasu. Ime plemena sugerira na identifikaciju s Bidai Indijancima, jednim od plemena porodice Attacapan, no na istoj se listi nalaze oba ova imena, Bidey (Bidai) i Vidix. Moguća im je srodnost s plemenima Attacapan, ali ovo se više ne može dokazati. 

## Vanjske poveznice
- Vidix Indians